# Gracillaria toubkalella
Gracillaria toubkalella är en fjärilsart som beskrevs av De Prins 1985. Gracillaria toubkalella ingår i släktet Gracillaria och familjen styltmalar.
Artens utbredningsområde är Marocko. Inga underarter finns listade i Catalogue of Life.